# Ото (Брауншвайг-Гьотинген)
Вижте пояснителната страница за други личности с името Ото.
Ото (на немски: Otto von Braunschweig-Göttingen, der Milde; * 24 юни 1292; † 30 август 1344, Гьотинген) от род Велфи, е херцог на Брауншвайг-Люнебург, княз на Княжество Брауншвайг-Волфенбютел и на Княжество Гьотинген от 1318 до 1344 г.

## Живот
Той е най-големият син на херцог Албрехт II (1268 – 1318) и Рикса фон Верле († 1317), дъщеря на принц Хайнрих I от Верле.
Ото се жени през 1311 г. за Юта фон Хесен (1289 – 1317), дъщеря на ландграф Хайнрих I фон Хесен и на Мехтилд от Клеве. От брака им се ражда една дъщеря Агнес (1317 – 2 юни 1371). През 1318 г. баща му умира и Ото го последва.
След смъртта на Юта той се жени през 1319 г. за Агнес фон Бранденбург-Люнебург (1297 – 1334), наследничка на Алтмарк, дъщеря на маркграф Херман III фон Бранденбург, вдовица на маркграф Валдемар фон Бранденбург (1281 – 1319).
От 1318 до 1344 г. Ото и 1323 до 1334 г. неговата съпруга Агнес стават собственици на замък Калфьорде и на град Калфьорде. След смъртта на херцогиня Агнес той се отказва от наследството за 3000 сребърни марки в полза на другия предендент Лудвиг Бавареца.
След смъртта на Ото през 1344 г. братята му Магнус I и Ернст I си разделят територията: Ернст управлява Обервалд с Гьотинген, Магнус – Брауншвайг-Волфенбютел.